# تتبع فاتورة العملة

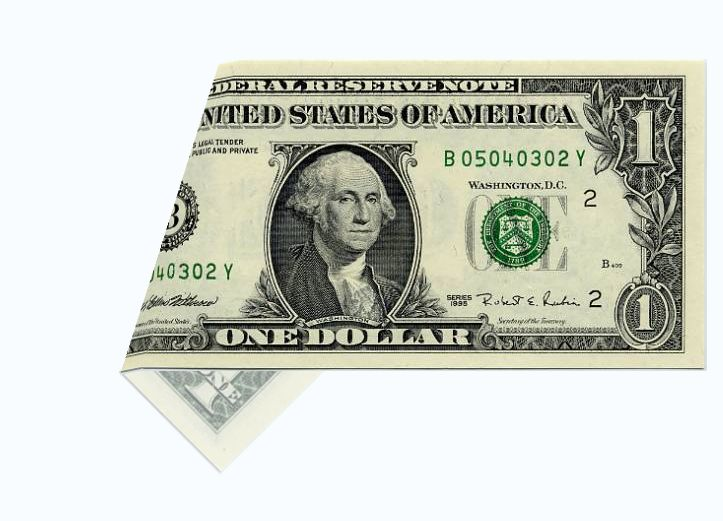
ورقة نقدية بقيمة 1 دولار أمريكي (فاتورة بالدولار الأمريكي)

تتبع فاتورة العملة هي عملية يتم تسهيلها عادةً بواسطة إحدى المواقع المخصصة لهذا الغرض، وتستخدم لتتبع تحركات العملات النقدية، اذ تعتبر مشابهة لنمط تتبع علماءالطيور لهجرات الطيور من خلال رنينها.

## نبذة
تستطيع مواقع تتبع فاتورة العملة تتبع العملة بين مستخدمي هذاالموقع، اذ يمكن للمستخدم تسجيل الفاتورة وذلك عن طريق الرقم التسلسلي الخاص بها، فإذا قام شخص آخر بتسجيل هذه الفاتورة، يتضح له عرض مسار الفاتورة. تحث بعض مواقع تتبع الفواتير على وضع العلامات قبل الإنفاق، وهناك مواقع لا تفعل ذلك، فهي تعتمد غالباً على قوانين الدولة التي تصدر العملة. يعتبر اليورو والدولار الأمريكي (USD) والدولار الكندي (CAD) من العملات الأكثر شيوعاً لتتبع العملات.

## الخلفية والوضع القانوني
كانت بداية انطلاق تتبع العملات في الأصل في الولايات المتحدة بمنتصف التسعينيات تحديداً، اذ انتشرت ظاهرة أو هواية تتبع العملات بسرعة أولاً إلى كندا ثم إلى ما وراءها، خصوصاً مع تتبع فاتورة اليورو، اتخذت أجهزة التتبع طبيعة أكثر تنافسية وشكلت مجتمعات داخل مواقعهاالخاصة.  
تتضمن العديد من المواقع الناجحة نوعًا من وسائل التواصل الاجتماعي، إما من خلال تقنيات فريدة خاصة بالموقع أو من خلال مواقع التواصل الاجتماعي الشهيرة. بسبب اعتماد العديد من البلدان لليورو في منطقة اليورو، ادى ذلك بسهولة إلى المنافسة بين المتتبعات بمختلف البلدان. حيث تجري المنافسة في الولايات المتحدة على مستوى الولاية أو المقاطعة؛ وفي كندا، على مستوى المقاطعات. يعد وضع علامة على الفواتير في كندا بختم مطاطي أو بالحبر أمراً غير قانوني، بينما يعد وضع علامة على الفواتير في الولايات المتحدة غير قانوني إذا كانت هناك نية لجعل مشروع القانون «غير صالح لإعادة إصداره»، وبالرغم من ذلك، نادرًا ما يتم تنفيذ هذا الأمر، ولا يُعاقب فاعله إلا بغرامة إذا تمت إدانته. وضع العلامات منتشر في كلا البلدين، ففي منطقة اليورو العلامات ليست عالمية وتختلف حسب المنطقة.
يعتبر البنك المركزي الأوروبي وضع هذه العلامات على الاوراق النقدية (بالإضافة إلى اتلافها) أمراً قانونيا ولايقتصر على الحكومات.

## مواقع تتبع فاتورة العملات الشهيرة
تتضمن بعض المواقع الأكثر شيوعًا لتتبع الفواتير ما يلي:

### أمريكا
- “? Where’s George” بدأ هذا الموقع في ديسمبر 1998، كان أول موقع يبدأ مشروع تتبع فاتورة العملة ولا يزال يعتبر أكثر المواقع شعبية إلى حد كبير، إذ وصل عدد الفواتير التي تم إدخالها إلى أكثر من 294.782.100 بقيمة 1،585،043،180 دولارًا اعتبارًا من 10 فبراير 2020. تم إنشاء هذا الموقع بواسطة Hank Eskin بهدف تتبع الدولار الأمريكي وساهم في إنشاء العديد من مواقع تتبع الفواتير الأخرى.[4]
- موقع where’s Willy? الكندي. على الرغم من تأخر إنشاء هذا الموقع بعامين من تطبيق Canadian Money Tracker ، إلا أنه يعد أشهر مواقع تتبع العملات الكندية.[5]
- TrackDollar ، نسخة طبق الأصل من Where's George ، يديرها شخص آخر.[6]

### أوروبا
- بدأ EuroBillTracker في 1 يناير 2002 بهدف تتبع الأوراق النقدية باليورو. يعتبر أكبر مواقع تتبع العملات باليورو.[7]
- تم إطلاق DoshTracker في عام 2001 وأُعيد إطلاقه من جديد في عام 2012، وهو يسمح بتتبع الأوراق النقدية للجنيه الإسترليني في جميع أنحاء المملكة المتحدة وخارجها

### أوقيانوسيا
- بدأ تطبيق Money Tracker في مارس 2006، يقوم هذا التطبيق بتتبع الدولار الأسترالي خلال تداوله في جميع أنحاء أستراليا، ويستخدم خريطة تفاعلية لأستراليا. ايضاً يسمح للمستخدمين بإدخال الرقم التسلسلي لمعرفة المكان الذي انتقلت إليه العملة، بالإضافة إلى تلقي إشعار في المستقبل في حال تم إدخال الملاحظة من قبل مستخدم آخر. الموقع مستوحى من معرض تتبع الأوراق النقدية في متحف التكنولوجيا للابتكار في سان خوسيه، كاليفورنيا، الولايات المتحدة الأمريكية.[8]

## في الثقافة الشعبية
كان تتبع فاتورة بقيمة 20 دولارًا هو السمة الملزمة بين القصص المختلفة في فيلم Twenty Bucks.
هناك مخطط مشابه لتتبع فاتورة العملة - ويقال إنه مستوحى منه - هو BookCrossing ، الذي يتتبع حركة الكتب المستعملة التي يتم تمييزها ثم نشرها للجميع. في إحدى حلقات المسلسل الكوميدي التشيكوسلوفاكي Rychlé šípy ، أطلق فتى النادي عملة تاج واحدة مميزة ثم تتبعوا العملة عبر تشيكوسلوفاكيا.